# Jaroslav Jugas
Jaroslav Jugas (5. března 1946 – 12. června 2022) byl český fotbalista, záložník. Po skončení aktivní kariéry působil jako asistent trenéra.

## Fotbalová kariéra
V československé lize hrál za TJ Gottwaldov. Nastoupil v 57 ligových utkáních a dal 1 gól.

## Ligová bilance
| Ročník                                   | Zápasy | Góly | Klub          |
| ---------------------------------------- | ------ | ---- | ------------- |
| 1. československá fotbalová liga 1969/70 | 30     | 1    | TJ Gottwaldov |
| 1. československá fotbalová liga 1970/71 | 27     | 0    | TJ Gottwaldov |
| CELKEM                                   | 57     | 1    |               |